# Bourg-Archambault
Bourg-Archambault ist eine französische Gemeinde mit 171 Einwohnern (Stand: 1. Januar 2022) im Département Vienne in der Region Nouvelle-Aquitaine; sie ist Teil des Arrondissements Montmorillon und des Kantons Montmorillon. Die Einwohner werden Bourg-Archambaugeois genannt.

## Geografie
Bourg-Archambault liegt etwa 55 Kilometer ostsüdöstlich von Poitiers. Umgeben wird Bourg-Archambault von den Nachbargemeinden Saint-Léomer im Norden, Brigueil-le-Chantre im Osten, Azat-le-Ris im Südosten, Lathus-Saint-Rémy im Süden und Westen sowie Montmorillon im Nordwesten.

## Bevölkerungsentwicklung
| Jahr                      | 1962 | 1968 | 1975 | 1982 | 1990 | 1999 | 2006 | 2013 |
| Einwohner                 | 351  | 298  | 248  | 209  | 201  | 194  | 194  | 194  |
| Quelle: Cassini und INSEE |      |      |      |      |      |      |      |      |

## Sehenswürdigkeiten
Siehe auch: Liste der Monuments historiques in Bourg-Archambault
- Kirche Saint-Laurent, erbaut im 12. Jahrhundert
- Wasserschloss, erbaut im späten 15. Jahrhundert

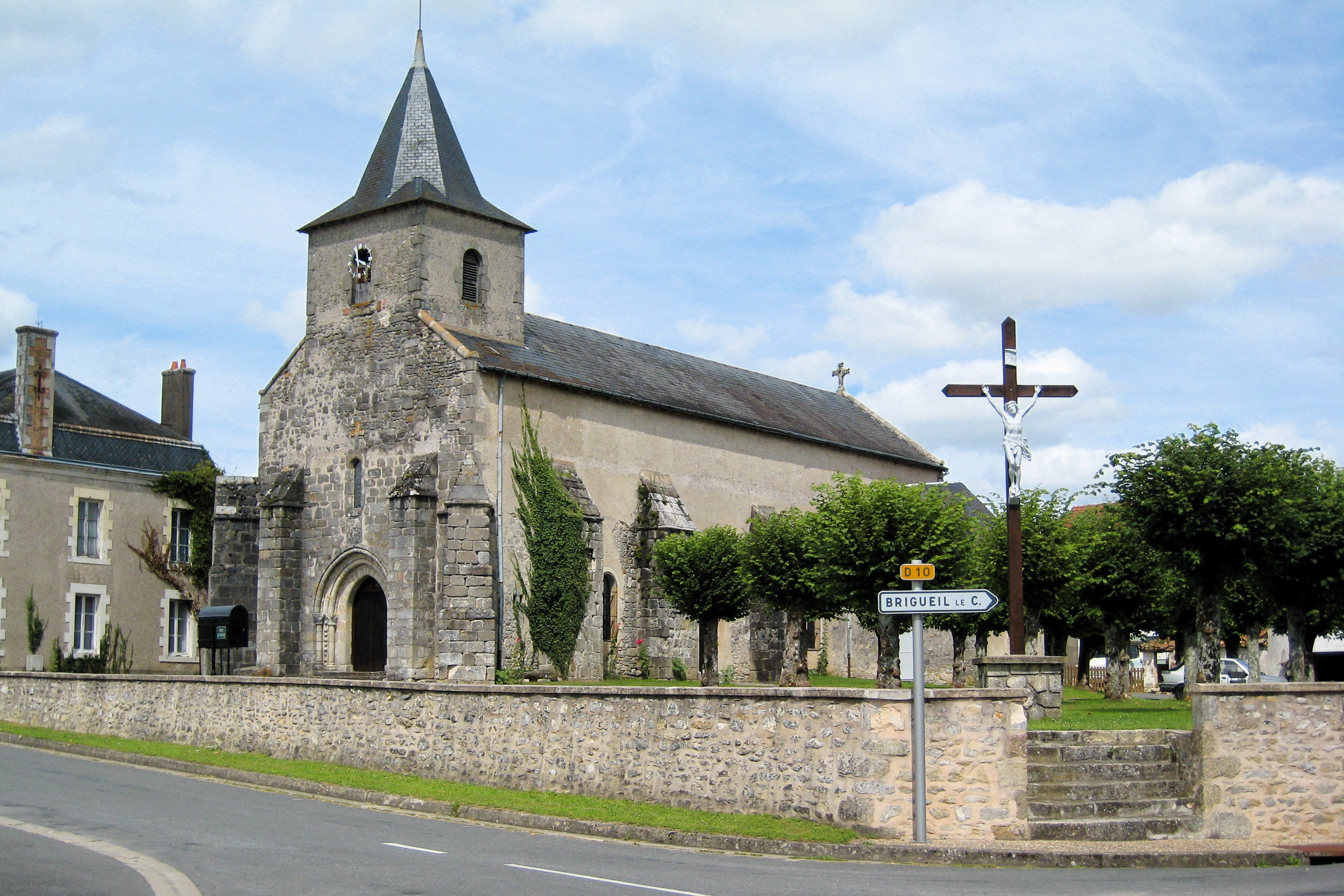
Kirche Saint-Laurent
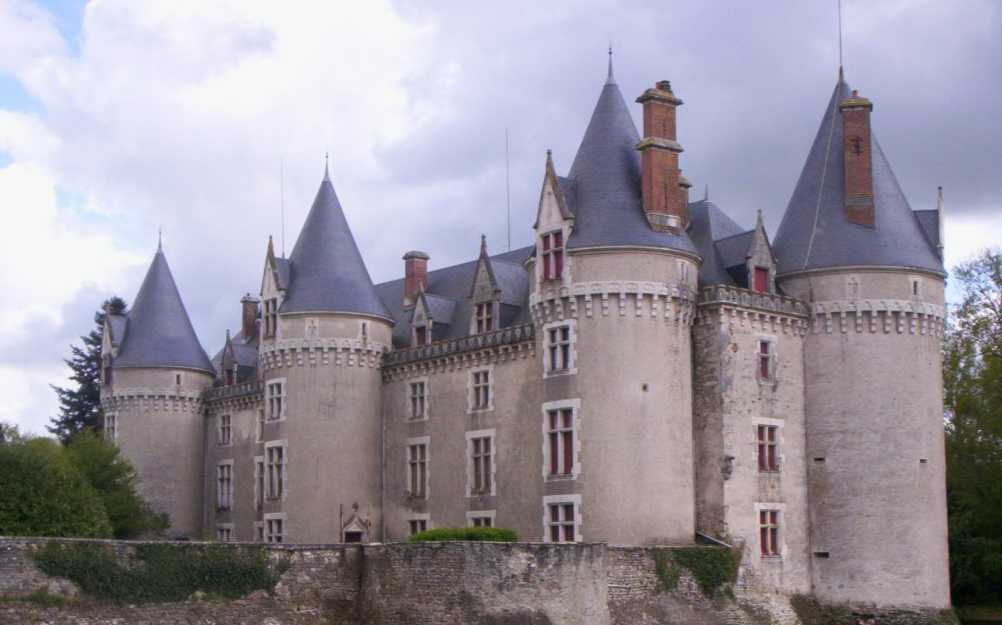
Wasserschloss